# Telstar 1963

Stadion (2025)

Telstar ist ein niederländischer Fußballclub im Velsener Ortsteil IJmuiden in Nordholland, der in der zweiten Liga, der sogenannten Eerste Divisie spielte. Der Club spielt in der Saison 2025/26 wieder in der Eredivisie.

## Geschichte
Der Verein ging 1963 aus einer Fusion der Profifußballabteilungen von IJ.V.V. Stormvogels (IJmuidensche Voetbal Vereeniging Stormvogels) aus IJmuiden und VSV (Velseroorder Sport Vereniging) aus dem Velsener Ortsteil Velserbroek hervor und wurde als Ausdruck von Modernität nach dem gleichnamigen Fernmeldesatelliten (damals noch etwas sehr seltenes) Telstar benannt. Von 2001 bis 2008 firmierte der Verein als Stormvogels Telstar. Der Vorgängerverein VSV gewann 1938 den niederländischen Pokal durch einen 4:1-Sieg im Finale gegen AGOVV Apeldoorn.
Telstar stieg bereits 1964, ein Jahr nach der Fusion als Zweiter der zweiten Liga in die höchste niederländische Spielklasse, die Eredivisie auf. Die besten Platzierungen bis zum Abstieg 1978 waren hier der sechste Rang von 1974 und der siebte Rang in der darauf folgenden Saison. Die beste Platzierung in der zweiten Liga, der sogenannten Eerste Divisie, war seither der vierte Rang 1982.
Das Stadion des Vereins ist der 3625 Zuschauer fassende Sportpark Schoonenberg, der zur Saison 2025/26 nach einem Dienstleistungsunternehmen BUKO in BUKO Stadion  benannt wurde.

## Kader der Saison 2025/26
Stand: 16. Augus5 2025
| Nr. |             | Position | Name                  |
| --- | ----------- | -------- | --------------------- |
| 1   | Niederlande | TW       | Ronald Koeman jr.     |
| 2   | Niederlande | AB       | Jeff Hardeveld        |
| 4   | Niederlande | AB       | Guus Offerhaus        |
| 5   | Niederlande | AB       | Nigel Ogidi Nwankwo   |
| 6   | Niederlande | AB       | Danny Bakker          |
| 7   | Niederlande | ST       | Soufiane Hetli        |
| 8   | Niederlande | MF       | Tyrone Owusu          |
| 9   | Niederlande | ST       | Milan Zonneveld       |
| 10  | Niederlande | MF       | Mohamed Hamdaoui      |
| 11  | Curaçao     | AB       | Tyrese Noslin         |
| 13  | Curaçao     | TW       | Tyrick Bodak          |
| 14  | Niederlande | AB       | Neville Ogidi Nwankwo |
| 15  | Niederlande | AB       | Adil Lechkar          |

| Nr. |             | Position | Name                   |
| --- | ----------- | -------- | ---------------------- |
| 16  | Niederlande | MF       | Dylan Mertens          |
| 17  | Niederlande | MF       | Nils Rossen            |
| 18  | Niederlande | MF       | Remi van Ekeris        |
| 19  | Niederlande | ST       | Sebastiaan Hagedoorn   |
| 20  | Niederlande | TW       | Daan Reiziger          |
| 21  | Niederlande | AB       | Devon Koswal           |
| 23  | Niederlande | MF       | Rayyan Koubini         |
| 24  | Niederlande | AB       | Abdelraffie Benzzine   |
| 25  | Suriname    | AB       | Yamano Olfers          |
| 26  | Niederlande | AB       | Jaylan van Schooneveld |
| 27  | Niederlande | ST       | Patrick Brouwer        |
| 28  | Suriname    | MF       | Rojendro Oudsten       |
| 29  | Suriname    | MF       | Dion Malone            |

## Erfolge
- Niederländischer Pokal: 1938 (Vorgängerverein VSV)

## Bekannte Spieler
- Henk Groot, in den 1950er Jahren beim Vorgängerverein Stormvogels, in den 1960ern mit Ajax zweimal Torschützenkönig, fünf Mal Meister mit Ajax und Feyenoord, Nationalspieler
- Cor Brom, 1960er Jahre; 1979 Meistertrainer bei Ajax Amsterdam.
- Heinz Stuy, 1963–1967, Torwart; in den 1970er Jahren Welt- und Europapokalsieger mit Ajax
- Piet van der Kuil, 1964–1966 Karriereende bei Telstar; Nationalspieler, Meister mit Ajax
- Ruud Geels, 1964–1966; Nationalspieler, mehrfacher Torschützenkönig und Fußballer des Jahres, Meister mit Feyenoord und Ajax.
- Louis van Gaal, 1977–1978; später Erfolgstrainer zwischen 1990er und 2000er Jahre,  u. a. Ajax, FC Barcelona, AZ Alkmaar, FC Bayern München, Manchester United.
- Henk ten Cate, 1981–1982; als Trainer Pokalsieger mit MTK Budapest und Ajax.
- Jimmy Floyd Hasselbaink, 1990; später WM-Teilnehmer, Pokalsieger in Portugal und Spanien, Torschützenkönig in Spanien und England.
- Andwelé Slory, 2000–2001; später niederländischer Nationalspieler.
- Jeffrey Sneijder, 2001–2004, vier Zweitligaspiele für Telstar; Bruder des Nationalspielers Wesley Sneijder